# Kastro-Kyllini
Kastro-Kyllini (in greco Κάστρο-Κυλλήνη?) è un ex comune della Grecia nella periferia della Grecia Occidentale (unità periferica dell'Elide) con 4.486 abitanti secondo i dati del censimento 2001.
È stato soppresso a seguito della riforma amministrativa, detta Programma Callicrate, in vigore dal gennaio 2011 ed è ora compreso nel comune di Andravida-Kyllini.

## Galleria d'immagini

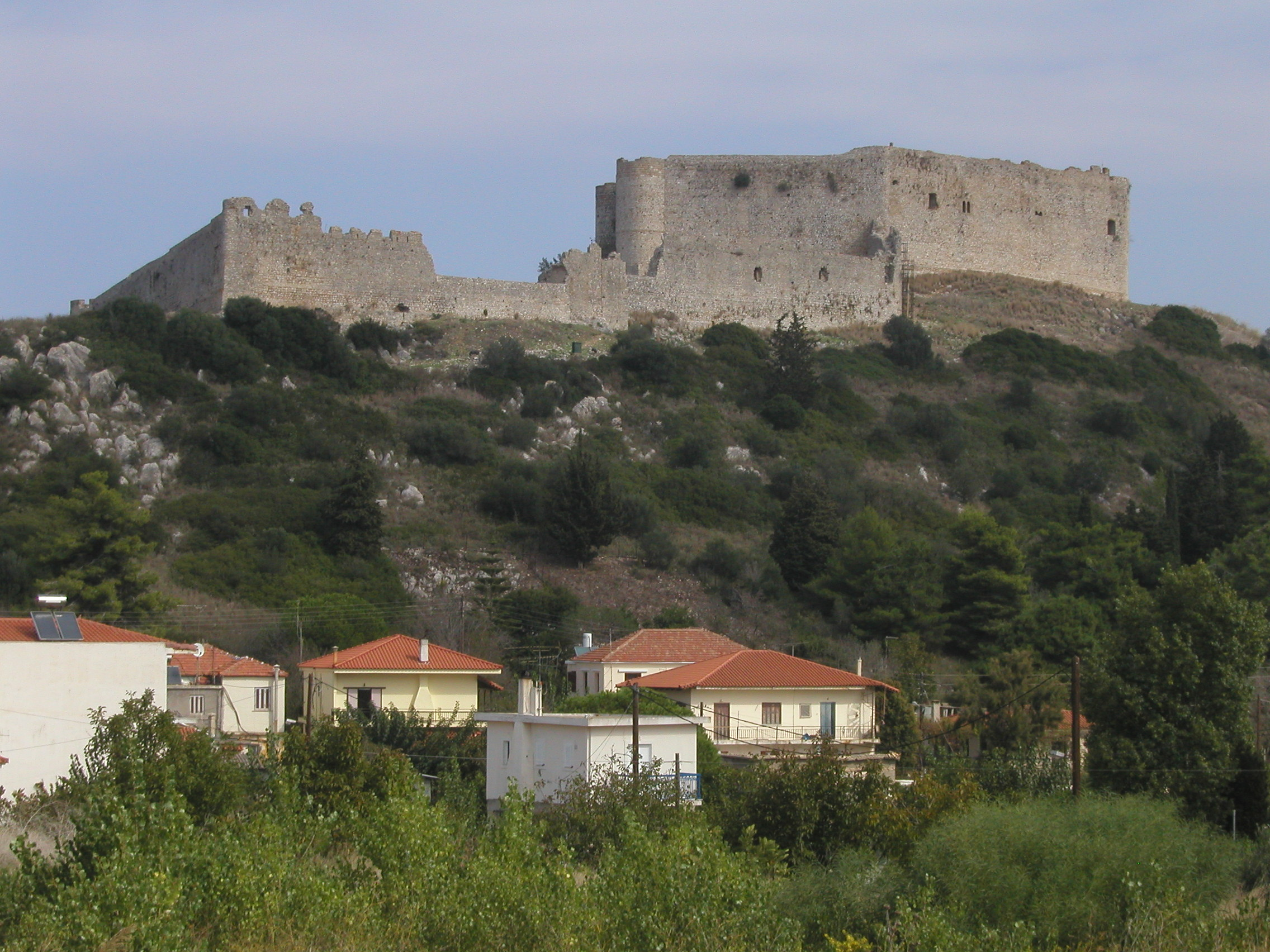
Castello Chlemoutsi
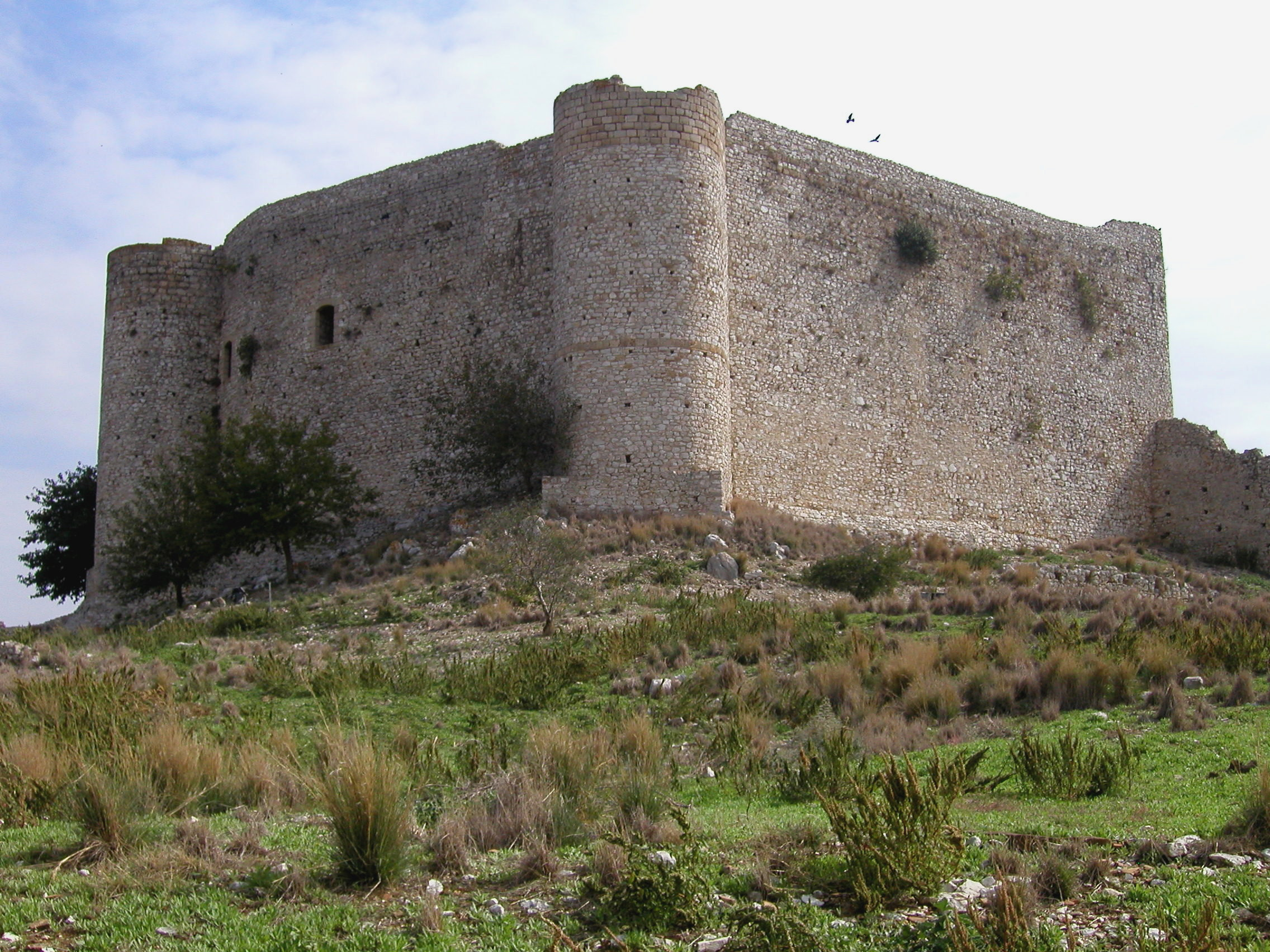
Castello Chlemoutsi
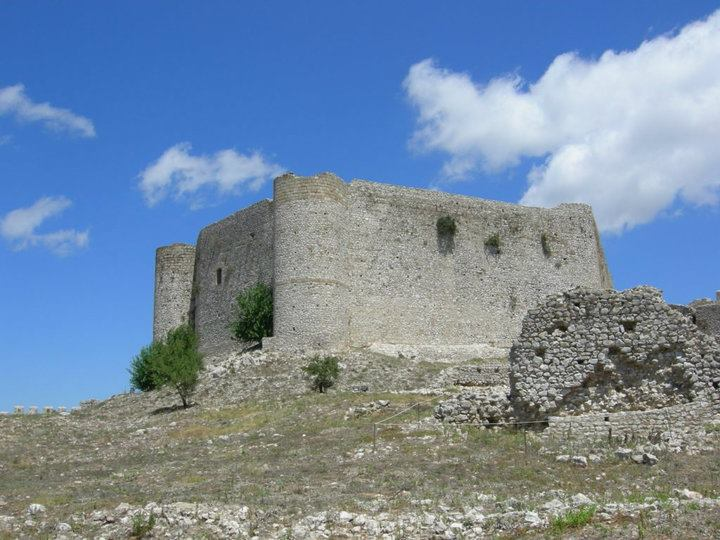
Castello Chlemoutsi
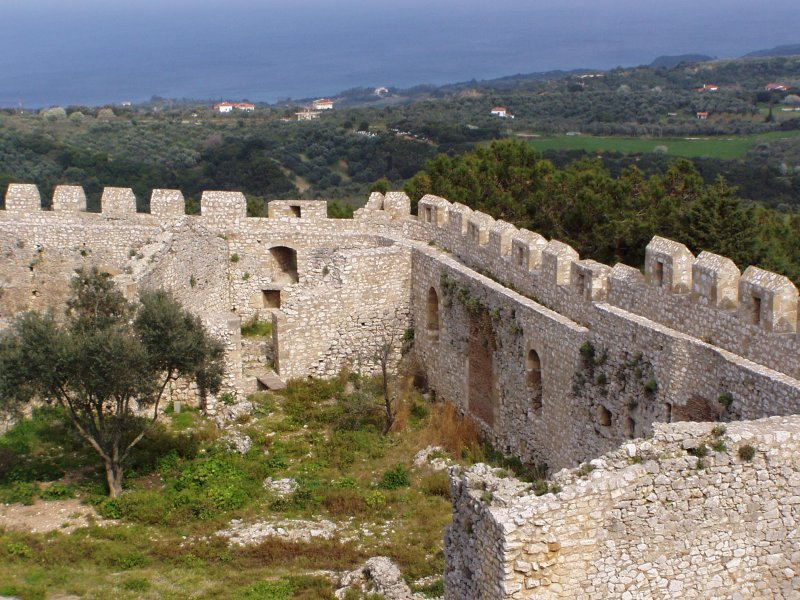
Castello Chlemoutsi, mura difensive